# Сула (острова)
Острова Сула — группа островов в Малайском архипелаге, к востоку от острова Сулавеси, территория Индонезии. Площадь 4800 км². Основные острова: Талиабу, Манголе, Санана. Горы (высотой до 1157 метров на острове Талиабу) и холмистые равнины. Состоят преимущественно из сланцев и гранита, которые перекрыты песчаниками и известняками. Климат экваториальный, осадков 1700-3000 мм в год. Влажные вечнозелёные леса. Тропическое земледелие. Порт Санана (на острове Санана).